# ورقستان
ورقستان، روستایی از توابع بخش مرکزی شهرستان رزن در استان همدان ایران است.

## جمعیت
این روستا در دهستان رزن قرار دارد و براساس سرشماری مرکز آمار ایران در سال ۱۳۹۵، جمعیت آن 1100نفر (300خانوار) بوده‌است.این روستا دارای‌کارگران زیادی اهل بابانظر می‌باشید.

## کشاورزی
محصولات کشاورزی این روستا شامل گندم (که اغلب به صورت دیم کشت می‌شود) و انگور است. در این روستا علاوه بر گندم محصولات دیم مانند عدس ونخود نیز کاشت می شود .همچنین در سال های اخیر در زمین های بزرگ محصولات جالیزی مانند خیار وسیب زمینی  به عمل می اید 

## صنعت
در این روستا تعداد زیادی کارگاه تولید موزائیک بتنی وجود دارد. در این روستا یک معدن بزرگ سنگ نیز فعال است که متاسفانه از عایدی ان ریالی برای ابادانی روستا هزینه نمی گردد